# Morbid Tales
Morbid Tales este extended play-ul de debut al formației elvețiene de metal extrem Celtic Frost. Lansat în noiembrie 1984, la nivel european a fost comercializat sub forma unui mini album⁠(d) cu șase melodii prin casa de discuri Noise Records⁠(d), iar lansarea americană prin Enigma Records⁠(d)/Metal Blade Records a cuprins două piese bonus (i.e. „Dethroned Emperor” și „Morbid Tales”).
În 1999, o ediție remasterizată⁠(d) a albumul a fost lansată pe CD de către Noise Records, cu melodii de pe EP-ul Emperor's Return⁠(d) din 1985, iar în 2017 a fost lansată o altă ediție sub forma de CD și disc de vinil.

## Influențe
Elementele de thrash metal ale albumul Morbid Tales au avut o influență majoră asupra dezvoltării genurilor death metal și black metal. În 2017, revista Rolling Stone a clasat Morbid Tales pe locul 28 în lista „celor mai bune 100 de albume metal din toate timpurile”.
Într-un comentariu pentru albumul Panzerfaust al formației Darkthrone, Fenriz menționează Morbid Tales, Under the Sign of the Black Mark⁠(d) (Bathory) și Necrolust⁠(d) (Vader) drept surse de inspirație pentru riffurile sale.
Fragmente din „Danse Macabre” au fost utilizate în piesa „Totgetanzt” de pe albumul demo Prototype (2002) al formației.

## Lista pieselor

### Versiunea europeană
| Partea A |                                     |         |  |
| Nr.      | Titlu                               | Lungime |  |
| 1.       | „Into the Crypts of Rays” (Fischer) | 4:46    |  |
| 2.       | „Visions of Mortality”              | 4:49    |  |

| Partea B |                               |         |  |
| Nr.      | Titlu                         | Lungime |  |
| 3.       | „Procreation (Of the Wicked)” | 4:02    |  |
| 4.       | „Return to the Eve”           | 4:05    |  |
| 5.       | „Danse Macabre”               | 3:51    |  |
| 6.       | „Nocturnal Fear”              | 3:35    |  |

### Versiunea americană
| Partea A |                                     |         |  |
| Nr.      | Titlu                               | Lungime |  |
| 1.       | „Into the Crypts of Rays” (Fischer) | 3:39    |  |
| 2.       | „Visions of Mortality”              | 4:49    |  |
| 3.       | „Dethroned Emperor” (Fischer)       | 4:37    |  |
| 4.       | „Morbid Tales”                      | 3:29    |  |

| Partea B |                               |         |  |
| Nr.      | Titlu                         | Lungime |  |
| 5.       | „Procreation (Of the Wicked)” | 4:04    |  |
| 6.       | „Return to the Eve”           | 4:07    |  |
| 7.       | „Danse Macabre”               | 3:52    |  |
| 8.       | „Nocturnal Fear”              | 3:36    |  |

## Membrii formației
- Tom Warrior – chitare, voce principală, coproducător
- Martin Ain – bas, efecte de bas, voce, coproducător
- Reed St. Mark – tobe pe piesele 10–12 (ediția remasterizată)

### Producție
- Horst Müller – producător, inginer, mixaj, mastering
- Karl Walterbach – producător executiv